# Pont Marchand (Paris)
Le pont Marchand ou pont Marchant, parfois pont aux Marchands est un ancien pont de Paris achevé en 1609 et détruit par un incendie en 1621. Il reliait l'île de la Cité à la rive droite, à un emplacement un peu en aval de celui de l'actuel pont au Change.

## Historique

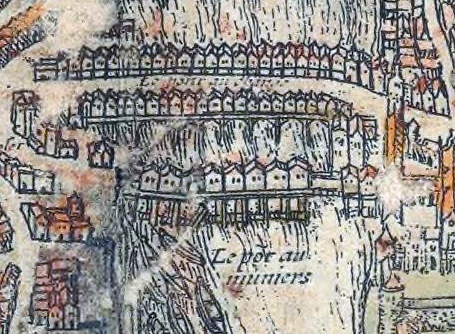
Le pont aux Meuniers sur le plan de Braun et Hogenberg représentant le Paris de 1530.

Le pont Marchand a été construit pour remplacer le pont aux Meuniers qui s'était effondré le 22 décembre 1596,.
Charles Marchand, capitaine des arquebusiers et archers de la ville, propose de faire reconstruire le pont aux Meuniers à ses dépens, à condition que le pont porte son nom et qu'il puisse y bâtir des maisons. Les lettres patentes datent de 1598; elles furent enregistrées en 1608. À l'inverse du pont des Meuniers très utilitaire, l'édit royal autorisait la construction de maisons de dimensions et de style homogènes .
Il fut détruit par un incendie accidentel dans la nuit de 23 au 24 octobre 1621 . Le feu se propagea au pont au Change tout proche qui fut également détruit .
Les deux ponts furent remplacés par un pont provisoire dit pont de Bois, avant que le pont au Change ne soit reconstruit tout seul .

## Description
Le pont Marchand fut reconstruit dans les alignements des piles du pont au Change et plus près (15 m) que n'en était le pont aux Meuniers .
Il supportait de 30 à 50 maisons identiques à 2 étages dont de nombreuses comportaient une échoppe. Ces maisons étaient reliées entre elles par des tirants placés en hauteur en travers de la ruelle. Une plaque en marbre apposée sur le pont était ainsi libellée :

Pons olim submersus aquis, nunec mole resurgo.
Mercator fecit: nomen et ipse dedit.

(Un pont qui a été submergé a été reconstruit plus grand.
C'est Marchand qui l'a reconstruit et lui a donné son nom.)
Chaque façade état décorée d'un oiseau qui donnait son nom à la maison, et celui de « pont aux Oiseaux » à l'ouvrage.
Dans Les Etats, Empires et Principautez du Monde, rédigé dans les années 1610, l'historien Pierre Davity (v. 1573-1635) écrit que le « pont Marchant » est un des embellissements de Paris, et que la rue qui est sur ce pont surpasse en beauté toutes les autres.